# 白地手形
白地手形（しらじてがた）とは、後で手形取得者に補充させる意思で、手形要件（必要的記載事項）の全部または一部を記載せずに署名して交付された未完成手形のことをいう（通説である主観説による定義）。なお、学説により白地手形の定義は若干異なるが、
1. 署名の存在
2. 要件の一部が白地であること
3. 白地補充権（後述）が存在すること

が白地手形の成立要件になる点には変わりがない。

## 白地手形の有効性
手形法1条（為替手形の場合）･75条（約束手形の場合）は、手形の絶対的記載事項として手形要件を定め、この記載を欠く手形は無効で手形上の権利は発生しないとされている（手形法2条・76条）。しかし、原因関係となる取引において支払を必要とする額や時期などが後日確定する場合があり、そのような場合にも手形を振り出す実際上の必要性から商慣習法上白地手形が認められている（大正15年10月18日大審院判決）。後述する手形法10条の存在も、白地手形の存在を予定していることから、白地手形を有効と解しても手形法に反するものではないと解するのが一般的である。
未完成手形であって本来の手形ではないことから、手形法は当然には適用されるわけではない。しかし、商慣習法上、完成手形と同様の保護を受けると解されている。

### 手形法 第10条（白地手形）
未完成で振出した為替手形にあらかじめした合意と異なる補充をした場合には、その違反により所持人に対抗することができない。但し、所持人が悪意又は重大な過失により為替手形を取得したときは、この限りでない。
すなわち、のちに100万円を記入する合意で金額が空欄の白地手形を切った場合、100万円でなく500万円と書かれたとしても、手形を振り出した側は500万円を支払わなければならない。(下記「不当補充の抗弁とその制限」を参照のこと)

## 白地補充権
手形要件を欠く無効手形との区別は、手形外において手形所持人に対して手形要件の補充権（白地補充権）が与えられているかによる。しかし、補充権の有無は最初に手形を交付した者が補充させる意思があったか否かの違いしかなく、外見上区別することはできない。主観説（通説）、客観説、折衷説とが対立する。

## 白地手形の請求方法
商慣習法上、有効に流通しうるとしても、未完成手形であるからそのままでは手形金を請求することはできない。白地部分のあるまま請求をしても、手形要件を欠くものとして手形抗弁を主張され、支払を拒まれてしまう。補充権を行使して、手形要件の白地部分を補充することで初めて手形金を請求できる。ただし、判例は白地手形のままで請求しても時効中断効は認めている。

## 不当補充の抗弁とその制限
当初の補充権の内容と異なる補充がされていた（例、金額が多い）としても、白地手形を交付した者にも責任があることから、取得者に悪意または重過失が無い限りは、補充権と異なる補充をされたとして手形金の支払を拒むことはできない（手形法10条）。なお、手形法10条は不当補充後に手形を取得した者のみに適用されるのか、それとも白地手形を取得した者に対しても適用されるのか学説上争いがあるが、判例は後者の見解に立っている。